# Thymus mastichina
Thymus mastichina — вид рослин родини глухокропивові (Lamiaceae), поширений в Іспанії та Португалії.

## Опис

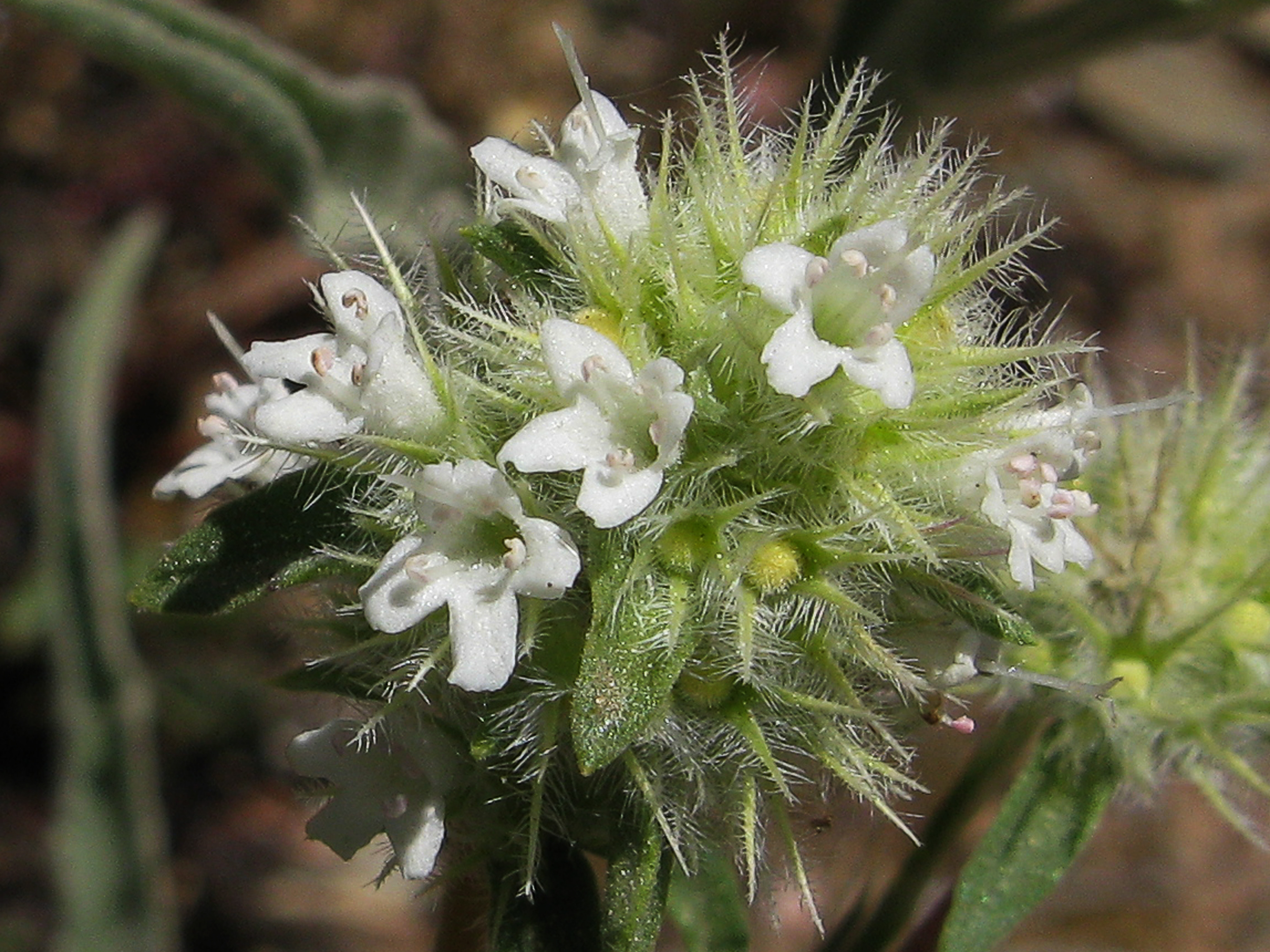

Напівчагарник заввишки до 50(80) см, прямий, розгалужений від основи. Висхідні стебла іноді червонуваті, чотирикутні, з короткими волосками. Листки 3.5–13 × 1–4 мм, еліптичні або ланцетні, плоскі, з жовтуватими сфероїдальними залозами, черешкові. Зимівні листки менші, щільно волохаті, з дуже коротким попелястим волоссям. Листки молодих стебел гладкі, зелені, цілі або, іноді, з закругленими краями.
Суцвіття приблизно кулясті, діаметром 10–18 мм. Приквітки 4–8 × 3–6 мм, в основному яйцеподібні, зелені, більш-менш волохаті. Чашечка 4–7 мм; трубка ≈2.5 мм, щільно волосата. Вінчик білого або вершкового забарвлення різноманітних розмірів. Пиляки білого кольору. Плід (горішок) — 0,6 × 1.1 мм. 2n = 30, 56, 58, 60.

## Поширення
Поширений в Іспанії та Португалії; також культивується. Населяє кордони занедбаних доріг і полів, скелясті та кам'янисті, переважно крем'янисті субстрати, також росте в піщаних областях та на фіксованих прибережних дюнах; на висотах 10–1800 м н.р.м.

## Використання
Вирощується та використовується як приправа.